# Julodis fidelissima
Julodis fidelissima es una especie de escarabajo del género Julodis, familia Buprestidae. Fue descrita científicamente por Rosenhauer en 1856.